# Национал-социалистическая рабочая партия Ирана
Национал-социалистическая рабочая партия Ирана (перс. حزب سوسیالیست ملی کارگران ایران‎ / Hezbe Sosialiste Melliye Kargarane Iran), также известная как СОМКА — иранская неонацистская организация и партия.

## Основание
Национал-социалистическая рабочая партия Ирана была создана в 1952 году Давудом Моншизаде, профессором Мюнхенского университета, который будучи членом СС, в 1945 году был ранен при обороне Берлина от штурма Красной армии. До создания этой организации, среди иранцев было немало людей, симпатизирующих и сочувствующих идеям национал-социализма. Название партии до ее основания фактически использовалась иранскими неонацистами, которые начали активизироваться с 1941 года. Среди них было немало тех, кто воевал на стороне Вермахта, а также финансировал (состоятельные иранские националисты) вооружённые силы Третьего рейха.
Давуд Моншизаде переехал в Германию в 1937 году, после того как получил учёную степень в области литературы во Франции, куда он перебрался в 1931 году. С 1939 года вёл программу на персидском языке на германском радио, а с 1940 года писал статьи для газеты Das Reich. В 1943 году получил степень доктора философии и литературы. С начала Второй мировой войны воевал в составе СС. С 1947 года он преподавал персидский язык и историю Ирана в Мюнхенском университете, став профессором. В 1950 году стал профессором Александрийского университета в Египте.
В 1952 году Давуд Моншизаде вернулся в Иран и приступил к созданию национал-социалистической партии по образцу германской НСДАП. Партия пользовалась довольно значительной поддержкой среди населения Ирана. На пике популярности в период кризиса, связанного с национализацией нефтяной промышленности Ирана, в СОМКЕ состояли примерно 30 тысяч иранцев. Моншизаде активно внедрял в партию нацистскую символику, такую как свастика и нацистское приветствие, ввёл униформу чёрного цвета.
Члены партии активно принимали участие в уличных столкновениях с членами марксистско-ленинской Народной партии Ирана «Туде», с исламистами, а также с левыми националистами — сторонниками премьер-министра Мухаммада Мосаддыка
. СОМКА последовательно находилась в оппозиции к правлению Мухаммада Моссадыка, и выступала на стороне Фазлоллы Захеди, требуя отставки и изгнания Моссадыка из страны. В целом партия была лояльна шаху. Однако после победы консерваторов и свержения Мосаддыка с политической жизни Ирана Моншизаде со своей партией стал тяготить из-за своей прогитлеровской ориентации шаха Ирана — Мохаммеда Резы Пехлеви и его окружение, несмотря на то, что правительством Ирана поддерживался иранский национализм, считавшийся государственной идеологией той эпохи. В конце 1953 года Моншизаде по указанию шаха был вынужден отправиться в «неофициальное изгнание» и до конца своей жизни больше не смог вернуться в Иран. Оставшуюся часть своей жизни Давуд Моншизаде провел в Швеции, где преподавал персидский язык и литературу в одном из университетов. Скончался в 1989 году.
Партии удавалось собрать вокруг себя большое количество иранцев, среди которых были разные слои населения. Костяком сторонников партии являлись студенты. В те годы различные партии и организации различных направлений активно искали среди молодёжи и особенно студентов своих сторонников. В ту эпоху наибольшую популярность среди студентов имели три политические партии: национал-социалистическая СОМКА, леволиберальный Национальный фронт Ирана, а также марксистско-ленинская Народная партия Ирана «Туде».
После фактического распада партии часть её членов примкнула к политическому движению генерала Хасана Арфы, известному своими милитаристскими и антикоммунистическими лозунгами. После исламской революции в Иране в 1979 году абсолютно любые националистические и особенно неонацистские партии и организации были запрещены на территории уже Исламской Республики Иран. Множество лидеров членов и сторонников таких партий и организаций бежали за границу, а не успевшие покинуть страну были казнены или брошены в тюрьмы Комитетом Исламской революции.
Сегодня почти все иранские неонацисты, не скрывающие свои взгляды, и бывшие члены и сторонники СОМКИ проживают в США, Канаде и странах Европейского союза (в основном в Германии, Австрии, Италии, Швейцарии, Великобритании, Швеции, Норвегии, Дании). В Иране, по некоторым данным, также сохранились немало сторонников СОМКИ, неонацистов и националистов, которые вынуждены скрывать свои убеждения.

## Отношение к исламу и антисемитизм
Партия хотела полностью исключить исламское влияние на Иран и его общество. По мнению членов и сторонников партии, именно исламский фактор «корень проблем Ирана и причина слабости иранцев». По их мнению, ислам и иудаизм являются главными врагами арийских народов, из-за их «отрицательного семитского влияния». Ими считалось, что арийская нация может полностью возродиться, если избавится от них. Евреи, арабы и мусульмане в целом считались членами и сторонниками партии «низшими существами», которые по их мнению, являются «препятствием на пути процветания и возрождения арийцев».